# Añisoc
Añisok (exómino español y endómino), llamada anteriormente Valladolid de los Bimbiles durante la etapa colonial, es una ciudad de Guinea Ecuatorial. Fue la última ciudad fundada por los españoles sobre una aldea del mismo nombre, en la década de 1940, antes de que dicho país hispanoafricano accediera a la independencia en el año 1968. 
La localidad se ubica en el centro noreste de la Región Continental de Guinea Ecuatorial, en la provincia de Wele Nsas. En 2008 tenía una población de 12 705 habitantes. Actualmente tiene una población estimada de 40 395 habitantes (según estimaciones de 2011).